# 울산문수축구경기장
울산문수축구경기장(蔚山文殊蹴球競技場, Ulsan Munsu Football Stadium)은 대한민국 울산광역시에 있는 스포츠 시설이다. 울산체육공원 내에 관중석 43,554석 규모로 조성된 축구 전용 경기장으로, 2002년 FIFA 월드컵 개최를 위해 건립되었다.
2001년부터 울산 HD FC의 홈 경기장으로 사용되고 있으며 6월 30일 2002년 FIFA 월드컵 경기장 중에서는 가장 먼저 완공되어 4월 28일 브라질의 명문구단 보타포구와 개장 경기를 가졌다.(완전한 정식 완공은 2001년 6월 30일이지만 경기 개최에는 무리가 없어 2001년 4월 28일 개장 경기 개최) 2002년 FIFA 월드컵 이외에 2001년 FIFA 컨페더레이션스컵 등 몇몇 국제 대회를 치르기도 했다.
지하 2층, 지상 3층 규모이며, 4면 관중석 전체의 87%를 덮는 지붕은 울주 대곡리 반구대 암각화에서 표현된 고래 뼈대를 추상화한 철골 트러스와 신라 금관을 형상화한 기둥으로 지탱되고 있다. 빅 크라운(Big Crown)이라는 별칭은 그러한 특징에서 유래한 것이다.

## 부속 시설
울산체육공원에 속해 있고 특이하게도 문수축구경기장과 함께 있는 수영장은 인근에 있는 울산대학교 아산스포츠센터의 수영장과 함께 수영장 국제규격(50m, 8레인)을 만족하는 수영장으로 국내 수영장의 대다수가 25m 수영장임을 감안해 보면 매우 특이한 경우이며 덤으로 문수 축구경기장 내의 수영장은 다이빙대도 있다.
경기장 밑에는 호반광장이 위치해 있으며 이 광장에서 다음 스타리그 2007 결승과 대한항공 스타리그 2010 Season 1 8강 투어가 열리는 등 e스포츠와도 인연이 있다.

## 국제 대회

### 2001년 FIFA 컨페더레이션스컵
2001년 FIFA 컨페더레이션스컵 경기 결과
| 날짜           | 팀 1           | 스코어 | 팀 2   | 라운드     |
| -------------- | -------------- | ------ | ------ | ---------- |
| 2001년 6월 1일 | 대한민국       | 2 - 1  | 멕시코 | A조        |
| 2001년 6월 3일 | 프랑스         | 4 - 0  | 멕시코 | A조        |
| 2001년 6월 9일 | 오스트레일리아 | 1 - 0  | 브라질 | 3위 결정전 |

### 2002년 FIFA 월드컵
2002년 FIFA 월드컵 경기 결과
| 날짜            | 팀 1     | 스코어 | 팀 2     | 라운드      |
| --------------- | -------- | ------ | -------- | ----------- |
| 2002년 6월 1일  | 우루과이 | 1 - 2  | 덴마크   | A조 1차전   |
| 2002년 6월 3일  | 브라질   | 2 - 1  | 튀르키예 | C조 1차전   |
| 2002년 6월 21일 | 독일     | 1 - 0  | 미국     | 8강전 2경기 |

### 2002년 아시안 게임 축구
2002년 아시안 게임 남자 축구 경기 결과
| 날짜             | 팀 1                   | 스코어 | 팀 2         | 라운드 |
| ---------------- | ---------------------- | ------ | ------------ | ------ |
| 2002년 9월 27일  | 아랍에미리트           | 0 - 0  | 베트남       | B조    |
| 2002년 9월 27일  | 인도                   | 3 - 0  | 방글라데시   | C조    |
| 2002년 10월 1일  | 일본                   | 5 - 2  | 바레인       | D조    |
| 2002년 10월 1일  | 카타르                 | 11 - 0 | 아프가니스탄 | E조    |
| 2002년 10월 3일  | 몰디브                 | 0 - 5  | 오만         | A조    |
| 2002년 10월 5일  | 조선민주주의인민공화국 | 0 - 2  | 쿠웨이트     | F조    |
| 2002년 10월 8일  | 대한민국               | 1 - 0  | 바레인       | 8강    |
| 2002년 10월 10일 | 일본                   | 3 - 0  | 태국         | 8강    |

### 2003년 피스컵
2003년 피스컵 경기 결과
| 날짜            | 팀 1                      | 스코어 | 팀 2          | 라운드 |
| --------------- | ------------------------- | ------ | ------------- | ------ |
| 2003년 7월 17일 | 올랭피크 리옹             | 1 - 2  | 베식타시 JK   | A조    |
| 2003년 7월 20일 | 클루브 나시오날 데 푸트볼 | 0 - 1  | TSV 1860 뮌헨 | B조    |

### 2005년 피스컵
2005년 피스컵 경기 결과
| 날짜            | 팀 1            | 스코어 | 팀 2           | 라운드 |
| --------------- | --------------- | ------ | -------------- | ------ |
| 2005년 7월 17일 | 올랭피크 리옹   | 2 - 1  | 성남 일화 천마 | A조    |
| 2005년 7월 21일 | 레알 소시에다드 | 1 - 1  | 토트넘 홋스퍼  | B조    |

## 참고 문헌
- “울산문수축구경기장”. 울산시설공단. 2018년 9월 28일에 원본 문서에서 보존된 문서. 2019년 10월 6일에 확인함.
- “울산체육공원 - 울산문수축구경기장”. 울산시설공단. 2017년 7월 30일에 원본 문서에서 보존된 문서. 2011년 5월 14일에 확인함.
- 〈울산문수축구경기장〉. 《한국향토문화전자대전》. 한국학중앙연구원.[깨진 링크(과거 내용 찾기)]
- 〈울산문수축구경기장〉. 《두피디아》. 두산.
- 《전국 공공체육 시설 현황 (2017년말 기준)》. 대한민국 문화체육관광부. 2019.

## 같이 보기
- 울산체육공원